# John Linvill
John G. Linvill (8 de agosto de 1919 – 19 de fevereiro de 2011) foi um engenheiro eletricista estadunidense, conhecido pelo desenvolvimento do Optacon (Optical-to-Tactile Converter). Obteve onze patentes nos Estados Unidos.
Morreu em 19 de fevereiro de 2011.

## Honrarias e prêmios
- fellow da IEEE
- eleito membro da Academia Nacional de Engenharia dos Estados Unidos (1971)[4]
- Academia de Artes e Ciências dos Estados Unidos
- Medalha James H. Mulligan Jr. IEEE de Educação (1976)
- Medalha John Scott, pela invenção do Optacon.[3]
- David Packard Medal of Achievement da AeA (1983)